# Synagogue de Gross-Gerau (1892-1938)

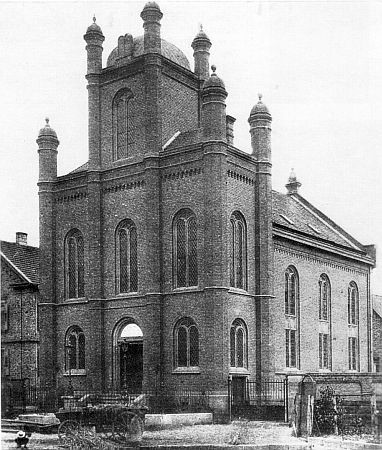
La synagogue au début du XXe siècle

Gross-Gerau est actuellement une ville de 23 500 habitants dans le Land de Hesse, à 30 kilomètres au sud-ouest de Francfort-sur-le-Main. 
Des Juifs se sont installés dans la ville dès le Moyen Âge, mais la communauté n'a pris son essor qu'à partir du XIXe siècle. La synagogue de Gross-Gerau a été inaugurée en 1892, et détruite par les nazis, comme de nombreuses autres synagogues d'Allemagne, pendant la nuit de Cristal en 1938.

## Histoire de la communauté juive

### Du Moyen Âge auXVIIesiècle
Des Juifs ont vécu à Gross-Gerau dès le Moyen Âge : un document fait état qu'en 1339, le comte Guillaume de Katzenelnbogen avait réussi à leurs extorquer dix hallers. En 1401, on compte quatre Juifs, trois hommes et une femme, redevables de la Judengeld (argent des Juifs) et une maison est connue sous le nom de des juden huss (la maison des Juifs).
La présence des Juifs à Gross-Gerau variera lors des siècles suivants en fonction des expulsions et ne restera que très marginale jusqu'au début du XVIIIe siècle. Une première synagogue existe dès 1620 mais elle sera détruite quelques années plus tard lors de la guerre de Trente Ans (1618-1648).
En juillet 1660, les Juifs de Gross-Gerau demandent l'autorisation de reconstruire une synagogue au landgrave Georges II, en justifiant que de nombreux Juifs de la ville et de ses alentours ont besoin d'un lieu de prière. Le landgrave leur accorde l'autorisation, contre l'avis d'un de ses conseillers, le superintendant Fentzer. Mais deux ans plus tard, en 1662, son successeur le landgrave Louis VI annule cette autorisation et fait même fermer la synagogue de la ville voisine de Rüsselsheim. En 1663, il expulse trois familles juives vivant à Gross-Gerau : Menle, 60 ans, marchand, installé dans la ville depuis trente ans, avec sa femme et ses deux enfants, Isaak, 40 ans, négociant en fruits et bétail, en ville depuis douze ans, avec sa femme et ses cinq enfants et Moses, veuf avec ses trois enfants, en ville depuis dix ans, qui vont toutes s'installer à Pfungstadt.
Les Juifs restants doivent se trouver un lieu de prières et sont obligés de se rendre dans des localités dépendant de l'autorité de Mayence (voir aussi : Histoire des Juifs de Mayence) pour passer les fêtes. En 1665, ils célèbrent leurs offices dans la maison de Jacob Götschel.
En 1696, trois familles juives habitent en ville, dont deux seront expulsées. Les familles juives vivent du négoce de bestiaux, de chevaux, du commerce de la toile et de la dentelle.

### DuXVIIIesiècleà l'avènement du nazisme
En 1725, 5 familles juives vivent à Gross-Gerau. En 1738, ce sont 60 personnes, en 1744, 70 personnes et en 1770 12 familles. Une communauté juive est officiellement créée en 1728, à laquelle sont rattachées aussi les familles juives vivant dans les communes voisines de Klein-Gerau et de Wallerstädten.
Aux XVIIIe et XIXe siècles, de nombreux commerçants juifs viennent régulièrement au marché aux bestiaux de Gross-Gerau. En 1829, il y a 45 habitants juifs à Gross-Gerau, soit 3,8 pour cent de la population totale de la ville qui se monte à 1 719 habitants. En 1861, il y a 68 Juifs, soit 2,8 pour cent des 2 426 habitants, en 1875, 127 Juifs et en 1885 141 Juifs, soit 4,1 pour cent des 3 360 habitants. En 1900, 126 sur un total de 4 486 soit 2,8 pour cent et en 1910 140 Juifs sur un total de 5 594 soit 2,5 pour cent.
À partir de 1741, la communauté juive possède une synagogue, et va entreprendre de construire une école religieuse, un bain rituel (mikvé), et un cimetière. La communauté n'étant pas très importante, l'enseignant à l'école, conduit aussi les offices et pratique la Shehita (abattage rituel).  Depuis le milieu du XIXe siècle, la communauté dépend du rabbinat libéral de Darmstadt, mais les offices sont pratiqués selon le rite orthodoxe.
En 1892 une nouvelle synagogue plus importante est inaugurée dans le centre-ville. Sous la république de Weimar, les Juifs participent activement à l'économie de la ville et ouvrent de nombreuses entreprises industrielles ou de négoce. En 1925, il y a 200 Juifs soit 3,3 pour cent de la population totale d'environ 6 000 habitants.

### La période du nazisme
À partir du 30 mars 1933, les nazis lancent une campagne de boycottage contre les magasins et entreprises juives, accompagnée d'insultes et de brutalités à l'égard des Juifs. En 1933, la population juive s'élève à 167 personnes, mais beaucoup vont quitter la ville : 31 réussissent à partir à l'étranger dont 25 aux États-Unis, 5 en France et 1 vers la Palestine, 96 vont fuir vers d'autres villes allemandes, dont 63 à Francfort et 33 à Wiesbaden et Mayence, d'où ils seront déportés par la suite. En 1938, il n'y a plus que 30 Juifs à Gross-Gerau.
Lors de la nuit de Cristal, du 9 au 10 novembre 1938, la synagogue est incendiée, et de nombreux commerces et habitations appartenant aux Juifs sont pillés et détruits, parmi elles, celle du président de la communauté, Gustav Hirsch et celle de la famille d'Emil Marx. Les journaux de Hesse parleront de « manifestations spontanées ». Après avoir subi des humiliations et des mauvais traitements, les hommes juifs sont arrêtés sous le prétexte d'assurer leur protection et regroupés à la mairie avant d'être envoyés au camp de concentration de Buchenwald. Le plus jeune, Louis Meier n'a que 16 ans, et le plus vieux Markus Schott plus de 74 ans.
Un chroniqueur rapporte que «sur le visage des curieux présents, apparut un sourire bébête, probablement pas par méchanceté, mais de peur en ce qui concerne leur propre destin, leur petit moi » et de mentionner aussi que « le commandant nazi forçait les détenus embarqués sur des camions à s'humilier en chantant un vieux chant populaire : Muss i denn, muss i denn zum Städtele hinaus und du mein Schatz bleibst hier (Alors je dois, alors je dois quitter la ville et toi mon trésor tu restes ici) ».
Le samedi suivant la « nuit de Cristal », les quelques hommes juifs, principalement des vieillards, qui n’ont pas été envoyés dans les camps sont contraints de nettoyer leur maison et blanchir leur façade.
Les femmes, les enfants et les vieillards vivent dans des maisons dévastées dont on a coupé l'alimentation en gaz le 14 novembre. Les déportations suivantes vers Buchenwald concerneront tous les Juifs sans distinction et le 7 novembre 1940, le maire nazi de la ville annonce à ses supérieurs que la ville est maintenant Judenrein (libre de Juifs).

## Histoire des synagogues

### La première synagogue
On ne connait que très peu de chose concernant la première synagogue. Elle a été construite avant 1620, mais on ignore son emplacement exact. On sait seulement qu’elle se trouvait entre la maison du barbier Georgen et celle du sonneur de cloches Philipp Wolff et qu’elle a été détruite pendant la guerre de Trente Ans qui ravage l’Allemagne de 1618 à 1648.

### La seconde synagogue (1740-1892)
Ce n’est qu’en 1738 que la communauté juive de la ville obtient l’autorisation de construire une nouvelle synagogue malgré le désaccord de nombreux conseillers de la ville. L'autorisation est soumise aux conditions suivantes : le paiement en compensation d'une somme de 30 florins à la caisse de l'église protestante. Le bâtiment doit être construit à une certaine distance de la rue, afin d'éviter la colère des chrétiens. L'objection des magistrats est fondée sur le fait qu'il ne faut pas favoriser l'implantation de Juifs dans la ville, « car les marchands Chrétiens arrivent à mieux vivre quand il n'y a pas de Juifs ». À l'époque, 60 Juifs vivent à Gross-Gerau.
La synagogue sera construite dans la cour du Juif protégé Aron, située dans l’ancienne Schafstrasse (rue du Mouton). Le 10 février 1738, l’architecte Johann Adam Lautenschläger signe le contrat de construction avec les représentants de la communauté, Moïse Ahron, Aron Mortge et Samuel Sussman. La synagogue construite en bois de chêne, fait 11 mètres de long par 8 mètres de large. Pour ses travaux, l’architecte reçoit la somme de 750 florins. On ignore quand la synagogue a été inaugurée.
À partir de 1740, et pendant plus de 140 années, la synagogue sert de centre religieux de la communauté juive de Gross-Gerau. 

### Construction de la dernière synagogue
Dès le début des années 1880, la synagogue est devenue trop petite et n'est plus adaptée pour la communauté en expansion. Le président de la communauté, Bernhard Hirsch, envisage alors la construction d'une nouvelle synagogue, mais la décision ne sera officiellement prise qu'en 1889. La synagogue sera construite sur ce qui est de nos jours la rue de Francfort.

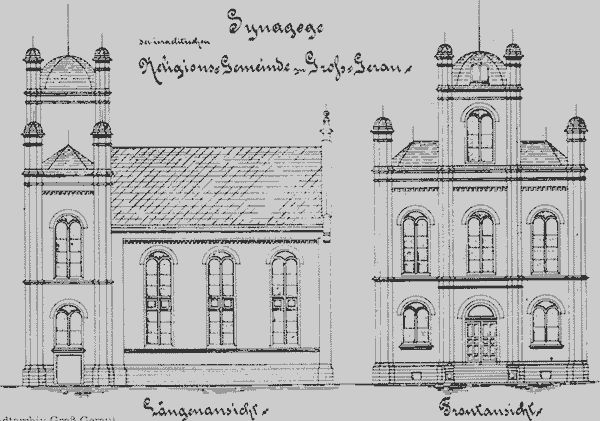
Plan d'architecte : vue extérieure de la synagogue

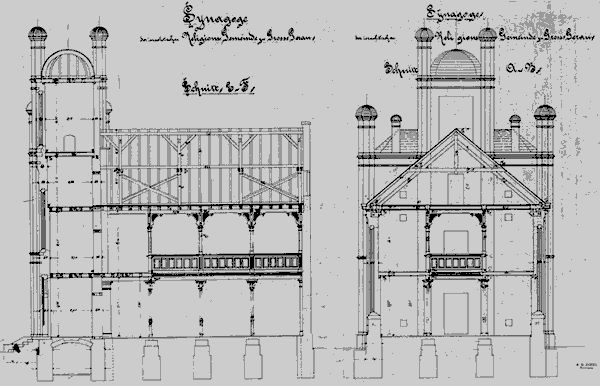
Plan d'architecte : vue en coupe de la synagogue

Lohr, ingénieur en construction du district à l'époque, est chargé de la planification et de la direction des travaux.  L'entrepreneur Göbel est chargé de l'exécution du gros œuvre et de la maçonnerie, et W.H. Diehl de la charpente et de la menuiserie. Le 25 juin 1891 a lieu la pose de la première pierre. Après un discours du ministre officiant, monsieur Israel, et du président de la communauté, Bernhard Hirsch, la pierre est scellée avec à l'intérieur une capsule indiquant les noms des entreprises. La fête se termine par un banquet. 

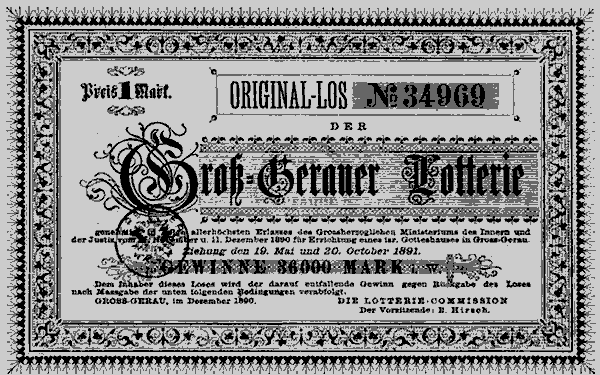
Billet de loterie pour financer la synagogue

Le financement de la synagogue est assuré en partie par une loterie. 80 000 tickets de un mark sont mis en circulation. 1 500 prix sont distribués lors de deux tirages, pour une valeur totale de 36 000 marks (10 000 marks pour le premier tirage et 26 000 marks pour le second).
Le vendredi 9 septembre 1892 a lieu l'inauguration officielle de la synagogue : à 15 heures, le rabbin de Darmstadt, Dr Selver, célèbre le dernier office dans l'ancienne synagogue, avec un discours d'adieu au lieu de culte « où de génération en génération, la communauté juive a effectué ses prières ». Puis les rouleaux de Torah sont remis aux porteurs par le rabbin de Mayence, Dr Saalfel. Le cortège avec les rouleaux de Torah richement décorés, s'ébranle alors, au milieu de milliers de spectateurs, vers la nouvelle synagogue, en passant par la rue principale ornée de drapeaux.  Le cortège est composé des enfants de l'école juive, de la fanfare, des dames patronnesses, des porteuses des clefs de la nouvelle synagogue, des porteurs des rouleaux de Torah, des deux rabbins, de la direction de la communauté, des autorités de la ville avec à leur tête le chef du district, le comte von Löw en grand uniforme, des membres du clergé des différents églises et de nombreux habitants de la ville. Après la remise de la clef d'or par l'ingénieur Lohr au comte von Löw qui la remet au rabbin Dr Selver avec la phrase :  « Voici la clef qui permet d'ouvrir la maison de Dieu, qui va être consacrée à notre Dieu commun », la synagogue est symboliquement ouverte.  Le rabbin Selver célèbre ensuite un office, entrecoupé de chants liturgiques interprétés par le chœur formé de jeunes filles et de jeunes garçons, puis les rouleaux de la Torah sont déposés dans l'Arche sainte et la lampe éternelle est allumée. Le sermon est basé sur le vers de la Torah, « Ils me feront un sanctuaire, et j’habiterai au milieu d’eux » (Exode 25:8).  À la fin de la célébration a lieu la bénédiction pour l'empereur et le grand-duc, pour les pouvoirs publics et la triple bénédiction pour la communauté rassemblée.
Le soir à partir de 8 heures, des concerts sont donnés dans les auberges zur Krone (de la Couronne), zum Adler (de l'Aigle) et zum weißen Ross (du Cheval Blanc). Le lendemain, les offices du samedi se déroulent dans la synagogue et le soir un grand bal est organisé.
La synagogue va exister pendant 46 ans et sera le centre cultuel et culturel de la communauté. Deux ans après son inauguration, un mikvé (bain rituel) est construit sur un terrain voisin.

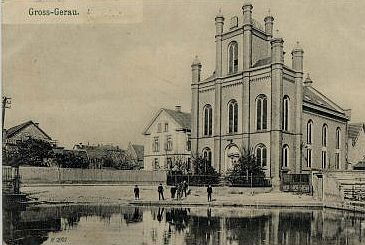
Vue d'ensemble de la synagogue au début du XXe siècle

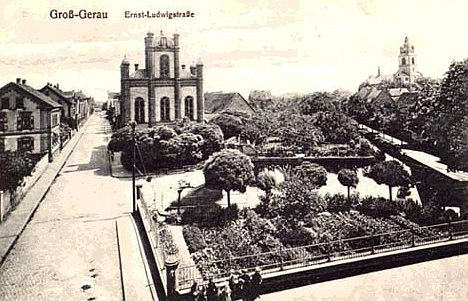
Vue de Gross-Gerau avec la synagogue au début du XXe siècle

### Architecture de la synagogue
À l'époque de sa construction, la communauté juive de Gross-Gerau compte un peu plus de cent membres, mais la synagogue sert de lieu de prière et d'école religieuse pour tous les Juifs du district. Le bâtiment est construit en briques, dans le style mauresque, habituel pour les synagogues construites à la fin du XIXe siècle.
La façade principale, orientée vers l'ouest est divisée en trois parties, une partie centrale de deux étages et les parties latérales d'un étage. La partie centrale est recouverte d'un dôme faiblement bombé, avec devant une corniche où sont fixées les Tables de la Loi, tandis que les deux parties latérales sont recouvertes de toits en pente. Chacune des parties est encadrée de piliers octogonaux, surmontés d'un lanterneau couronné d'un petit dôme.
De larges baies à arc plein-cintre, avec des fenêtres à double ouverture, assurent l'éclairage naturel du bâtiment. La façade ouest, sans les lanterneaux, fait penser à une église chrétienne avec sa nef centrale et ses deux bas-côtés, tandis que les piliers et les lanterneaux rappellent les minarets des mosquées. Les hommes rentrent dans la synagogue par la porte en arc plein cintre, située au centre et au-dessus de laquelle est gravée la phrase en hébreu : « Ouvrez les portes, laissez entrer la nation juste et fidèle. » (Livre d'Isaïe 26:2);  Les femmes pénètrent par la porte sur le côté de la synagogue pour monter à la galerie réservée aux femmes.
La forme de la construction et les matériaux de construction (de la brique rouge) contribuent à différencier la synagogue des autres bâtiments de la ville. Le style oriental est sans doute, d'après Anni Bardon, le signe visible de la grande intégration des Juifs de Gross-Gerau. 
Pour le journal Der Israelit, la synagogue, par sa forme extérieure, ainsi que par le goût de ses décorations intérieures cossues, fait honneur comme monument à la ville de Gross-Gerau.

### La période du nazisme
En août 1934, des individus pénètrent dans la synagogue et pillent et détruisent de nombreux objets liturgiques. Une récompense est offerte à qui permettra d'arrêter le ou les coupables. En août 1936 est célébré le dernier office dans la synagogue.
Lors de la nuit de Cristal du 9 au 10 novembre 1938, la synagogue est pillée puis incendiée par les SA. De très nombreux objets de culte, dont certains très anciens et de très grandes valeurs comme des rouleaux de Torah du XVIIIe et du XIXe siècle, sont détruits, car la synagogue avait entreposé dans ses murs, les objets liturgiques des nombreuses synagogues des villes voisines de Biebesheim, Gernsheim, Leeheim, Nauheim, Trebur, ainsi que de Büttelborn, Erfelden et Mörfelden qui avaient été fermées.
Les ruines de la synagogue sont déblayées au début 1939, et le terrain est transformé en un jardin et un parking.

## L'après guerre
Depuis la Seconde Guerre mondiale, il n'y a plus de communauté juive à Gross-Gerau.

### Mémorial
En novembre 1978, une plaque commémorative est installée à l'endroit où se situait la synagogue. Cette plaque porte l’inscription : « Ici se trouvait la maison de Dieu de la communauté juive, construite en 1892. Elle a été détruite le 9 novembre 1938 sur ordre d'un régime inhumain. Une mise en garde pour les vivants -  La ville de Gross-Gerau ».

### Les Stolpersteine
Le Stolpersteine est un pavé servant de mémorial, sur lequel a été gravé le nom d'une personne ou d'une famille tuée par les nazis. Ce pavé est encastré dans le trottoir devant l'immeuble ou la maison où habitait la victime avant la guerre. Plus de 400 villes, dont environ 300 en Allemagne, ont opté pour ce type de commémoration.
En mai 2009, le conseil municipal de Gross-Gerau se prononce par 18 voix contre 14, contre la pose de Stolpersteine. La CDU (Union chrétienne-démocrate) et l'Union de défense des intérêts communaux ont voté contre, tandis que le SPD (Parti social-démocrate), les Verts et le Parti du socialisme démocratique (Parti de Gauche) ont voté pour.
La CDU explique que ces Stolpersteine risquent de stigmatiser les propriétaires actuels des logements. Joachim Hartmann, chef du groupe CDU au conseil municipal ajoute que « le nom des victimes ne doit pas se trouver sur le sol où on passe négligemment, mais sur une plaque à hauteur des yeux ».  Les proches des victimes risquent ainsi de se sentir offensés. Pour le SPD au contraire, c'est un moyen de faire sortir les victimes de l'anonymat.
Les représentants des églises protestantes se sont prononcés pour les Stolpersteine en faisant remarquer que dans de nombreuses églises, il existe des pierres tombales sur lesquelles on peut marcher, réfutant ainsi l'argument développé par la CDU.